# Lijst van socialisten in het Amerikaans Congres

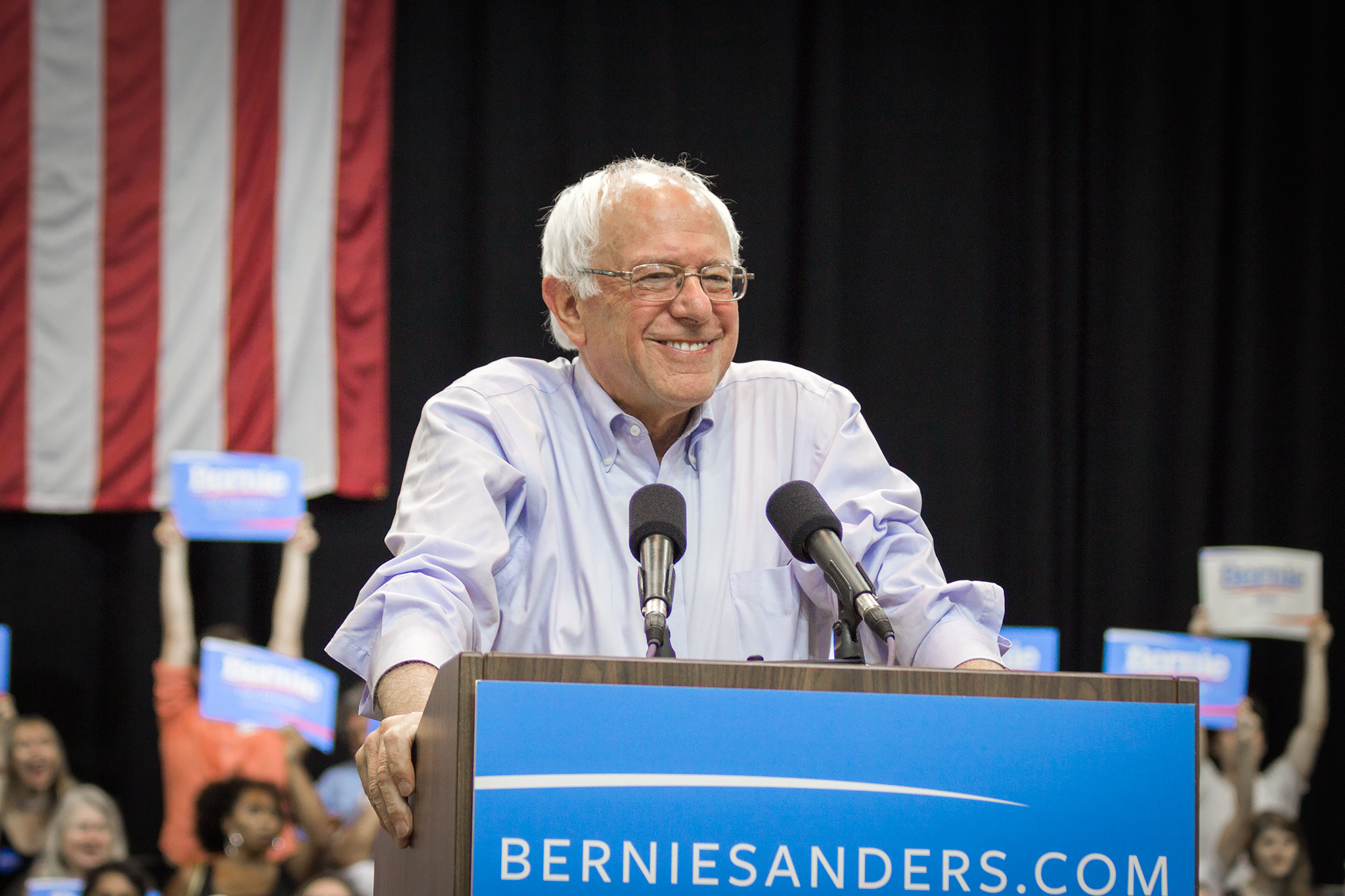
Bernie Sanders zetelt sinds 1991 in het Amerikaans Congres, eerst als volksvertegenwoordiger en sinds 2007 als senator. Sanders' noemt zichzelf een democratisch socialist. Zijn presidentscampagnes in 2016 en 2020 inspireerden een nieuwe generatie socialisten.

Dit is een lijst van leden van het Amerikaans Congres die zichzelf als socialist hebben beschouwd of lid zijn of waren van een socialistische organisatie in de Verenigde Staten.
Sinds de jaren 1840 hebben verschillende socialisten, marxisten en communisten in het Huis van Afgevaardigden en de Senaat gezeteld. Na Horace Greeley, een utopisch socialist in de jaren 1840, werd een golf van socialisten verkozen tot het Congres, van eind jaren 1880 tot in de jaren 1940. Tijdens de eerste rode schrik (red scare) van 1917 tot 1920, en opnieuw tijdens het mccarthyisme van eind jaren 1940 tot eind jaren 1950, werden socialisten onderdrukt en vervolgd, wat de beweging verzwakte. Sindsdien kwamen nog weinig kandidaten of verkozenen uit voor socialistische standpunten, tot Bernie Sanders zich in 2016 en 2020 kandidaat stelde voor het presidentschap. Sindsdien hebben kiezers opnieuw 7 socialisten naar het Congres gestuurd, het meeste ooit, waaronder Alexandria Ocasio-Cortez in 2019. Ieder van hen kwam op als Democraat in hun verkiezing; velen zijn daarnaast lid van Democratic Socialists of America (DSA), de grootste socialistische organisatie anno 2025.

## Lijst
| Lid                      | Photo          | Kamer                   | Begin termijn    | Einde termijn    | Staat        | Partij               | Partij                                                                 | Ref                  |
| ------------------------ | -------------- | ----------------------- | ---------------- | ---------------- | ------------ | -------------------- | ---------------------------------------------------------------------- | -------------------- |
| Horace Greeley           |                | Huis van Afgevaardigden | 4 december 1848  | 3 maart 1849     | New York     |                      | Whig Party                                                             | [ 3 ]                |
| Henry Smith              |                | Huis van Afgevaardigden | 4 maart 1887     | 3 maart 1889     | Wisconsin    |                      | Union Labor Party                                                      | [ 4 ]                |
| Kittel Halvorson         |                | Huis van Afgevaardigden | 3 maart 1891     | 4 maart 1893     | Wisconsin    |                      | People's Party (Populists) (toekomstig lid Socialist Party of America) | [ 5 ]                |
| Victor Berger            |                | Huis van Afgevaardigden | 4 maart 1911     | 3 maart 1913     | Wisconsin    |                      | Socialist Party of America                                             | [ 6 ]                |
| Victor Berger            | 4 maart 1919   | Huis van Afgevaardigden | 10 november 1919 |                  | Wisconsin    |                      | Socialist Party of America                                             | [ 6 ]                |
| Victor Berger            | 4 maart 1923   | Huis van Afgevaardigden | 3 maart 1929     |                  | Wisconsin    |                      | Socialist Party of America                                             | [ 6 ]                |
| Meyer London             |                | Huis van Afgevaardigden | 4 maart 1915     | 3 maart 1919     | New York     |                      | Socialist Party of America                                             | [ 6 ]                |
| Meyer London             | 4 maart 1921   | Huis van Afgevaardigden | 3 maart 1923     |                  | New York     |                      | Socialist Party of America                                             | [ 6 ]                |
| George Lunn              |                | Huis van Afgevaardigden | 4 maart 1917     | 4 maart 1919     | New York     |                      | Democratische Partij (ex-lid Socialist Party of America)               | [ 7 ]                |
| Fiorello La Guardia      |                | Huis van Afgevaardigden | 4 maart 1917     | 31 december 1919 | New York     |                      | Republikeinse Partij                                                   | [ 8 ]                |
| Fiorello La Guardia      | 4 maart 1923   | Huis van Afgevaardigden | 3 maart 1933     |                  | New York     |                      | Republikeinse Partij                                                   | [ 8 ]                |
| Homer Bone               |                | Senaat                  | 3 januari 1933   | 13 november 1944 | Washington   |                      | Democratische Partij                                                   | [ 9 ]                |
| Santiago Iglesias        |                | Huis van Afgevaardigden | 4 maart 1933     | 5 december 1939  | Puerto Rico  |                      | Socialist Party (Puerto Rico)                                          |                      |
| Vito Marcantonio         |                | Huis van Afgevaardigden | 3 januari 1935   | 3 januari 1937   | New York     |                      | Republikeinse Partij                                                   | [ 10 ] [ 11 ]        |
| Vito Marcantonio         | 3 januari 1939 | Huis van Afgevaardigden | 3 januari 1951   |                  | New York     | American Labor Party |                                                                        | [ 10 ] [ 11 ]        |
| Jerry O'Connell          |                | Huis van Afgevaardigden | 3 januari 1937   | 3 januari 1939   | Montana      |                      | Democratische Partij                                                   | [ 12 ]               |
| John Bernard             |                | Huis van Afgevaardigden | 3 januari 1937   | 3 januari 1939   | Minnesota    |                      | Minnesota Farmer-Labor Party (toekomstig lid Communist Party USA)      | [ 13 ] [ 14 ]        |
| Bolívar Pagán            |                | Huis van Afgevaardigden | 4 maart 1933     | 5 december 1939  | Puerto Rico  |                      | Republican Union (Puerto Rico) (lid Socialist Party)                   |                      |
| Hugh De Lacy             |                | Huis van Afgevaardigden | 3 januari 1945   | 3 januari 1947   | Washington   |                      | Democratische Partij (lid Communist Party USA)                         | [ 15 ]               |
| Leo Isacson              |                | Huis van Afgevaardigden | 17 februari 1948 | 3 januari 1949   | New York     |                      | American Labor Party                                                   | [ 10 ]               |
| John Conyers             |                | Huis van Afgevaardigden | 3 januari 1965   | 5 december 2017  | Michigan     |                      | Democratische Partij (lid DSA)                                         | [ 16 ]               |
| Ron Dellums              |                | Huis van Afgevaardigden | 3 januari 1971   | 6 februari 1998  | Californië   |                      | Democratische Partij (lid DSA)                                         | [ 6 ] [ 17 ]         |
| David Bonior             |                | Huis van Afgevaardigden | 3 januari 1977   | 3 januari 2003   | Michigan     |                      | Democratische Partij (lid DSA)                                         | [ 18 ] [ 19 ]        |
| Major Owens              |                | Huis van Afgevaardigden | 3 januari 1983   | 3 januari 2007   | New York     |                      | Democratische Partij (lid DSA)                                         | [ 6 ] [ 20 ]         |
| Bernie Sanders           |                | Huis van Afgevaardigden | 3 januari 1991   | 3 januari 2007   | Vermont      |                      | Onafhankelijke (zetelt in Democratische fractie)                       | [ 21 ] [ 22 ] [ 23 ] |
| Bernie Sanders           | Senaat         | 3 januari 2007          | Zittend          |                  | Vermont      |                      | Onafhankelijke (zetelt in Democratische fractie)                       | [ 21 ] [ 22 ] [ 23 ] |
| Danny Davis              |                | Huis van Afgevaardigden | 3 januari 1997   | Zittend          | Illinois     |                      | Democratische Partij (ex-lid New Party en DSA)                         | [ a ]                |
| Alexandria Ocasio-Cortez |                | Huis van Afgevaardigden | 3 januari 2019   | Zittend          | New York     |                      | Democratische Partij (lid DSA)                                         | [ 1 ] [ 6 ]          |
| Rashida Tlaib            |                | Huis van Afgevaardigden | 3 januari 2019   | Zittend          | Michigan     |                      | Democratische Partij (lid DSA)                                         | [ 1 ] [ 6 ]          |
| Ilhan Omar               |                | Huis van Afgevaardigden | 3 januari 2019   | Zittend          | Minnesota    |                      | Democratische Partij                                                   | [ b ]                |
| Cori Bush                |                | Huis van Afgevaardigden | 3 januari 2021   | 3 januari 2025   | Missouri     |                      | Democratische Partij (lid DSA)                                         | [ 1 ] [ 32 ] [ 33 ]  |
| Jamaal Bowman            |                | Huis van Afgevaardigden | 3 januari 2021   | 3 januari 2025   | New York     |                      | Democratische Partij (lid DSA)                                         | [ 1 ] [ 34 ]         |
| Summer Lee               |                | Huis van Afgevaardigden | 3 januari 2023   | Zittend          | Pennsylvania |                      | Democratische Partij (ex-lid DSA)                                      | [ 35 ] [ 36 ]        |
| Greg Casar               |                | Huis van Afgevaardigden | 3 januari 2023   | Zittend          | Texas        |                      | Democratische Partij (lid DSA)                                         | [ 37 ]               |